# Chaetodon xanthurus
Chaetodon xanthurus är en fiskart som beskrevs av Bleeker, 1857. Chaetodon xanthurus ingår i släktet Chaetodon och familjen Chaetodontidae. IUCN kategoriserar arten globalt som livskraftig. Inga underarter finns listade i Catalogue of Life.